# Альфа Дельфина
Альфа Дельфина (α Delphini/α Del) — кратная звёздная система в созвездии Дельфин. Имеет несколько исторических названий:
- Суалокин — название появилось в результате небольшой шуточной мистификации, разыгранной в начале XIX века в обсерватории Палермо. Там под руководством Джузеппе Пьяцци (первооткрывателя (1801 год) первого известного и самого большого астероида Церера) в 1814 году был опубликован звёздный каталог. В нём-то и появились впервые два названия Суалокин (Sualocin) — альфа Дельфина и Ротанев (Rotanev) — бета Дельфина без всякого объяснения. Позже британский астроном Томас Вильям Вебб (en:Thomas William Webb) обратил внимание, что названия звёзд Sualocin и Rotanev, будучи прочитанными справа налево, дают латинизированную форму имени и фамилии Nicolaus Venator помощника Пьяцци Никколо Каччьяторе (Niccolo Cacciatore). Кто из двух астрономов был автором мистификации, осталось неизвестным[9].
- Скаловин (Scalovin) — название появилось в атласе Элайи Бурритта (Elijah Burritt), и, видимо, является ошибкой[9].

Хотя по яркости Суалокин (3,63m) немного уступает Ротаневу (его звёздная величина 3,77m), он всё же получил от Байера обозначение альфа. Суалокин — звезда спектрального класса В9 с температурой поверхности 11 000 K. Как и большинство звёзд B-класса, он быстро вращается: скорость вращения на экваторе 160 км/с (в 70 раз быстрее, чем Солнце). Находясь на расстоянии 240 световых лет, звезда, по-видимому, имеет светимость в 195 раз больше солнечной. Статус Суалоцина несколько неопределён, некоторые считают, что он — обычная звезда главной последовательности, другие, что он — субгигант на начальной стадии эволюции.

## Двойная система
Уже довольно давно известно, что Суалокин имеет близкий спутник, находящегося на отдалении в доли угловой секунды. Современные измерения со спутника Hipparcos показали, что яркость спутника составляет около одной десятой яркости основной звезды, указывая, что звезда-спутник весьма похожа на Сириус. По сравнению с главным компонентом спутник немного менее ярок: около 175 L⊙. Две звезды вращаются друг вокруг друга с периодом 17 лет на среднем расстоянии около 12 а. е. (немного дальше, чем Сатурн от Солнца). Из орбитальных параметров можно вычислить, что их общая масса в 5,8 раза больше солнечной, из них большая часть (свыше 3 M⊙) сосредоточена в главном компоненте. Более яркая звезда умрёт первой, закончив жизнь как тусклый белый карлик. Затем белым карликом станет и вторая звезда.

## Компоненты
В системе также присутствуют ещё минимум 5 компонент, чьи параметры приведены в таблице, но никаких доказательств, что они гравитационно-связаны с парой основных звёзд, нет, они просто визуальные спутники.
| Название | Год  | Позиционный угол | Угловое расстояние | Видимая звёздная величина первого компонента | Видимая звёздная величина второго компонента | Ссылка |
| Aa       | 1974 | 34°              | 0,2                | 3,77                                         | -                                            | Simbad |
| Aa       | 1991 | 212°             | -                  | 3,77                                         | -                                            | Simbad |
| Aa-B     | 1891 | 224°             | 29,5               | 3,9                                          | 13,4                                         | Simbad |
| Aa-C     | 1878 | 279°             | 43,4               | 3,9                                          | 11,9                                         | Simbad |
| Aa-D     | 1877 | 150°             | 48                 | 3,9                                          | 12,9                                         | Simbad |
| Aa-D     | 1959 | 155°             | 46,5               | 3,9                                          | 12,9                                         | Simbad |
| Aa-E     | 1891 | 309°             | 51,6               | 3,9                                          | 12,6                                         | Simbad |
| Aa-E     | 1959 | 306°             | 54,5               | 3,9                                          | 12,6                                         | Simbad |
| Aa-F     | 1879 | 114°             | 80,7               | 3,9                                          | 10,7                                         | Simbad |
| Aa-F     | 1911 | 115°             | 79,4               | 3,9                                          | 10,7                                         | Simbad |